# Lawrence Warbasse
Lawrence "Larry"  Warbasse, né le 28 juin 1990 à Dearborn, est un coureur cycliste américain,  professionnel depuis 2013. En 2017, il devient champion des États-Unis sur route.

## Biographie

### Jeunesse et carrière amateur
Lawrence Warbasse commence à pratiquer le VTT à l'âge de treize ans, avec son club de ski qui se sert de ce sport pour s'entraîner en hiver. Il passe au cyclisme sur route vers l'âge de 15 ou 16 ans, et obtient ses premières sélections en équipe nationale junior à 17 ans.
En 2010 à 2011, Lawrence Warbasse fait partie des coureurs espoirs (moins de 23 ans) soutenus par l'équipe professionnelle BMC Racing,,,. En 2012, BMC Racing s'associe avec Hincapie Sportswear et Holowesko Partners pour former une équipe espoirs avec un statut d'équipe continentale. Larry Warbasse est engagé dans cette équipe, nommée BMC-Hincapie Sportswear Development,.
Durant ces trois années, il court essentiellement en Europe, avec l'équipe des États-Unis des moins de 23 ans. En 2011, il est notamment cinquième de Liège-Bastogne-Liège espoirs et du Tour de Berlin, septième de l'Istrian Spring Trophy, de Toscane-Terre de cyclisme et de la Flèche du Sud. En 2012, il aide Joe Dombrowski à remporter le Baby Giro,, se classe cinquième de la Ronde de l'Isard d'Ariège, sixième du Chrono champenois. En septembre, il participe aux championnats du monde sur route. Il y est 27e du contre-la-montre espoirs et 18e de la course en ligne de cette catégorie.
Fin 2012, il est engagé comme stagiaire au sein de l'équipe professionnelle BMC Racing, qui le recrute.

### Carrière professionnelle
Il fait ses débuts avec BMC Racing au Tour du Qatar, et gagne avec elle le contre-la-montre par équipes. Cette première saison sert essentiellement d'apprentissage,. Il est également amené à jouer un rôle d'équipier, comme lors de la victoire de Tejay van Garderen au Tour du Colorado 2013, ou celle de Philippe Gilbert à la Flèche brabançonne 2014. 
En 2014, il dispute son premier grand tour, le Tour d'Espagne, en tant qu'équipier de Cadel Evans et Samuel Sánchez. En 2016, il participe pour la première fois au  Tour d'Italie, mais abandonne au bout d'une semaine. En août, il est septième du Tour de Pologne, son premier top 10 sur une course World Tour.
En 2017, il rejoint l'équipe de deuxième division Aqua Blue Sport, où il réalise sa meilleure saison. Il remporte sa première course individuelle en tant que professionnel lors de la 3e étape du Tour de Suisse. Quelques jours après, il devient champion des États-Unis sur route, à Knoxville, dans le Tennessee.
En 2019, il retourne en World Tour au sein de l'équipe française AG2R La Mondiale.
En août 2022, AG2R Citroën annonce la prolongation du contrat de Warbasse jusqu'en fin d'année 2023. En septembre 2023, l'équipe annonce l'extension de son contrat jusqu'en fin d'année 2024.

## Palmarès et classements mondiaux

### Palmarès
- 2013
  - 2e étape du Tour du Qatar (contre-la-montre par équipes)
- 2016
  - 7e du Tour de Pologne
- 2017
  -  Champion des États-Unis sur route
  - 3e étape du Tour de Suisse

### Résultats sur les grands tours

#### Tour d'Italie
7 participations
- 2016 : non-partant (7e étape)
- 2019 : 52e
- 2020 : 17e
- 2021 : 41e
- 2023 : 44e
- 2024 : 37e
- 2025 : 68e

#### Tour d'Espagne
5 participations
- 2014 : 74e
- 2015 : 38e
- 2016 : 49e
- 2017 : abandon (7e étape)
- 2023 : 44e

### Classements mondiaux
| Année                                 | 2011 | 2012 | 2013 | 2014 | 2015 | 2016  | 2017 | 2018 | 2019 | 2020 | 2021 | 2022  | 2023 | 2024 |
| ------------------------------------- | ---- | ---- | ---- | ---- | ---- | ----- | ---- | ---- | ---- | ---- | ---- | ----- | ---- | ---- |
| UCI World Tour                        |      |      | nc   | 209e | nc   | 110e  | nc   | nc   |      |      |      |       |      |      |
| Classement mondial                    |      |      |      |      |      | 423e  | 344e | 649e | 455e | 332e | 798e | 1881e | 842e | 493e |
| UCI Europe Tour                       | 360e | 544e |      |      |      | 1253e | 589e | 615e |      |      |      |       |      |      |
| UCI Asia Tour                         | nc   | nc   |      |      |      | nc    | 425e | 497e |      |      |      |       |      |      |
| UCI America Tour                      | nc   | 440e |      |      |      | 439e  | 37e  | 188e | 45e  | 23e  | 96e  | 295e  | 87e  | 46e  |
| UCI Oceania Tour                      | nc   | nc   |      |      |      | nc    | nc   | 84e  |      |      |      |       |      |      |
|                                       |      |      |      |      |      |       |      |      |      |      |      |       |      |      |
| Légende : nc = non classéSource : UCI |      |      |      |      |      |       |      |      |      |      |      |       |      |      |